# Килими Туреччини

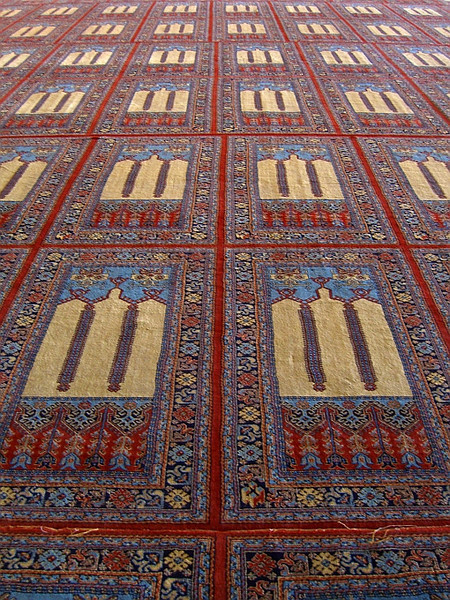
Блакитна мечеть, Стамбул, 2006 р.

Килими Туреччини вважаються одними із найвідоміших ремесел, з давньої історією та традиціями, які займають особливе місце в культурній спадщині Туреччини.

## Історія
Перша згадка про турецькі килими відома з тринадцятого століття. За твердженням відомого мандрівника Марко Поло, в місті Конья, який довгий час був центром турецького килимарства, виготовлялися найкращі килими. В чотирнадцятому столітті вони називалися «смиренські» через те, що вивозилися з порту Смирни. Виготовлялися в Анатолії (сучасна азійська територія Туреччини).
Відомо, що на турецьке килимарство вплинула Греція, в якій на той час також займалися цим ремеслом. Відомо, що за часів правління Османської імперії, кілька турецьких племен вирішили поселитися на березі Мармурового моря в 60 кілометрах від Стамбула. Згодом поселення отримало назву Хереке. На тому місці утворена перша придворна килимарна майстерня, в якій створювалися килими незвично великих розмірів для прикраси Османських палаців. 

## Технологія виготовлення килимів
Тисячі кольорів та мотивів, відображених на тканині походять ще від турецьких племен та народів. В символіці та значеннях мотивів відображаються культурні та економічні цінності того періоду. Час створення та виконавця можна визначити за матеріалом та способом виготовлення барвника. Таким чином, турецькі килими можуть бути корисними для вивчення антропології, етнології та етнографії періодів, до яких вони належали, а також загальних технічних та економічних особливостей. Характерними для оздоблення є орнаменти на рослинні мотиви, такі як квітка тюльпану або плодів гранату. Для тла використовували червоний, синій і кремовий кольори. Люди і тварини не зображуються, оскільки цього не дозволяє Коран. 
Існують ворсові та безворсові килими. Ворсові створюються способом в'язки вузлів, в свою чергу безворсові перетинанням вертикальної та горизонтальної нитки.
Розрізнять три види техніки ткацтва килимів:
- Cicim;
- Zili;
- Sumak.

Зазвичай в Туреччині килими виготовляються з вовни або бавовни, але можливо зустріти і вироби з шовку, тобто тільки х натуральних матеріалів. 